# Équipe du Mexique de Fed Cup
L'équipe du Mexique de Fed Cup est l’équipe qui représente le Mexique lors de la compétition de tennis féminin par équipe nationale appelée Fed Cup (ou « Coupe de la Fédération » entre 1963 et 1994).
Elle est constituée d'une sélection des meilleures joueuses de tennis mexicaines du moment sous l’égide de la Fédération mexicaine de tennis.

## Résultats par année

### 1964 - 1969
- 1964 (5 tours, 20 équipes) : pour sa première participation, le Mexique s'incline au 1er tour contre la Tchécoslovaquie.
- 1965 - 1966 - 1967 : le Mexique ne participe pas à ces éditions.
- 1968 (5 tours, 23 équipes) : le Mexique s'incline au 1er tour contre l’Italie.
- 1969 (5 tours, 20 équipes) : après un « bye » au 1er tour, le Mexique s'incline au 2e tour contre l’Italie.

### 1970 - 1979
- 1970 - 1971 : le Mexique ne participe pas à ces éditions.
- 1972 (5 tours, 31 équipes) : le Mexique s'incline au 1er tour contre l’Uruguay.
- 1973 (5 tours, 30 équipes) : après une victoire au 1er tour contre l’Autriche, le Mexique s'incline au 2e tour contre la Grande-Bretagne.
- 1974 - 1975 : le Mexique ne participe pas à ces éditions.
- 1976 (5 tours, 32 équipes) : le Mexique s'incline au 1er tour contre l’Allemagne de l'Ouest.
- 1977 (5 tours, 32 équipes) : le Mexique s'incline au 1er tour contre la Corée du Sud.
- 1978 (5 tours, 32 équipes) : le Mexique s'incline au 1er tour contre les Pays-Bas.
- 1979 (5 tours, 32 équipes) : le Mexique s'incline au 1er tour contre la Roumanie.

### 1980 - 1989
- 1980 (5 tours, 32 équipes) : le Mexique s'incline au 1er tour contre la Nouvelle-Zélande.
- 1981 (5 tours, 32 équipes) : le Mexique s'incline au 1er tour contre l’Espagne.
- 1982 (5 tours, 32 équipes) : après une victoire au 1er tour contre la Belgique, le Mexique s'incline au 2e tour contre les États-Unis.
- 1983 (qualifications + 5 tours, 39 équipes) : après une victoire en qualifications contre l’Irlande et la Grèce au 1er tour, le Mexique s'incline au 2e tour contre l’Australie.
- 1984 (qualifications + 5 tours, 36 équipes) : le Mexique s'incline au 1er tour contre les États-Unis.
- 1985 (qualifications + 5 tours, 38 équipes) : après une victoire au 1er tour contre la Norvège, le Mexique s'incline au 2e tour contre l’Italie.
- 1986 (qualifications + 5 tours, 42 équipes) : le Mexique s'incline en qualifications contre la Pologne.
- 1987 (qualifications + 5 tours, 42 équipes) : le Mexique s'incline en qualifications contre la Corée du Sud.
- 1988 (qualifications + 5 tours, 36 équipes) : le Mexique s'incline au 1er tour contre l’Allemagne de l'Ouest.
- 1989 (qualifications + 5 tours, 40 équipes) : après une victoire en qualifications contre  Taïwan, le Mexique s'incline au 1er tour contre l’Autriche.

### 1990 - 1999
- 1990 (qualifications + 5 tours, 44 équipes) : le Mexique s'incline en qualifications contre la Chine.
- 1991 (qualifications + 5 tours + barrages, 56 équipes) : après une victoire au 1er tour des qualifications contre la Malaisie, le Mexique s'incline au 2e tour des qualifications contre le Danemark.
- 1992 (5 tours + barrages, 32 équipes) : après une défaite au 1er tour contre l’Argentine et l’Indonésie en play-offs, le Mexique s'incline en play-offs contre l’Afrique du Sud.
- 1993 - 1994 : le Mexique ne participe pas à ces éditions.

La compétition change de format à compter de 1995 : la Coupe de la Fédération devient Fed Cup.
- 1995 - 1996 - 1997 - 1998 - 1999 : le Mexique concourt dans les compétitions par zones géographiques.

### 2000 - 2009
- 2000 - 2001 - 2002 - 2003 - 2004 - 2005 - 2006 - 2007 - 2008 - 2009 : le Mexique concourt dans les compétitions par zones géographiques.

### 2010 - 2015
- 2010 - 2011 - 2012 - 2013 - 2014 - 2015 : le Mexique concourt dans les compétitions par zones géographiques.

## Bilan de l'équipe
Résultats des confrontations entre le Mexique et ses adversaires les plus fréquents (3 rencontres minimum dans les groupes mondiaux).
| # | Adversaires | Rencontres | Victoires | Défaites | % victoires |
| - | ----------- | ---------- | --------- | -------- | ----------- |
| 1 | Italie      | 3          | 0         | 3        | 0 %         |

## Bilan des joueuses les plus sélectionnées
Ce bilan est calculé sur la base des rencontres officielles des groupes mondiaux et barrages I et II. Les rencontres des tableaux dits de « consolation » et celles par « zones géographiques » ne sont pas prises en compte. Les joueuses comptant moins de 5 sélections ne sont pas reprises dans le tableau.
| # | Joueuses                | De   | à    | Sélections | Matchs | Victoires | Défaites | % victoires |
| - | ----------------------- | ---- | ---- | ---------- | ------ | --------- | -------- | ----------- |
| 1 | Alejandra Vallejo       | 1976 | 1984 | 9          | 13     | 4         | 9        | 31 %        |
| 2 | Claudia Hernandez-Salas | 1982 | 1989 | 13         | 23     | 8         | 15       | 35 %        |
| 3 | Elena Subirats          | 1968 | 1973 | 5          | 10     | 4         | 6        | 40 %        |
| 4 | Heliane Steden          | 1981 | 1985 | 9          | 12     | 4         | 8        | 33 %        |
| 5 | Lupita Novelo           | 1990 | 1992 | 6          | 10     | 3         | 7        | 30 %        |
| 6 | Maluca Llamas           | 1979 | 1989 | 6          | 8      | 3         | 5        | 38 %        |